# 井出洋介に挑戦 実戦!格闘麻雀
『井出洋介に挑戦 実戦!格闘麻雀』（いでようすけにちょうせん じっせんかくとうマージャン）は、2000年4月7日（4月6日深夜）から2001年3月30日（3月29日深夜）までテレビ愛知で放送されていた麻雀対局番組である。放送時間は毎週金曜 1:45 - 2:15 （木曜深夜、日本標準時）。

## 概要
プロ雀士の井出洋介を解説者および対局者の1人に迎えて行われていた深夜番組で、竹書房がスポンサーに付いていた。司会は当時テレビ愛知のアナウンサーだった本保和也が務めていた。
番組は、事前に収録した対局VTR4タイトル分を1年かけて放送していた。すなわち、1タイトル分のVTRを1クール（12回から13回）かけて放送していた。対局方式は、参加したアマチュア雀士3人×3組が予選・決勝と戦い、これを勝ち抜いた者が優勝者となるトーナメント方式で、その中に井出が4人目の対局者として加わっていた。途中、井出が麻雀の打ち筋を解説するコーナーが設けられていた。
当初のタイトルでは、予選においても決勝においても井出がアマチュア参加者3人と対局するというスタイルだったが、2000年10月放送分からのタイトルでは、予選はアマチュア参加者4人×3組で行うようになり、井出が参戦するのは決勝のみとなった。最後の1クールでは、麻将連合の認定プロ雀士や認定ツアー選手を迎えての対局シリーズが放送された。